# Dolenje Polje
Dolenje Polje este o localitate din comuna Dolenjske Toplice, Slovenia, cu o populație de 68 de locuitori.